# Radio Craiova
Radio Oltenia Craiova este un post public de radio din România, parte a Societății Române de Radiodifuziune. 
Prima emisiune a fost la 6 iunie 1954. 
În 1985, odată cu acutizarea dictaturii comuniste și a centralismului promovat de Nicolae Ceaușescu, i-a fost întreruptă emisia. 
Radio Craiova și-a reluat emisiunile imediat după evenimentele din Decembrie 1989.
În prezent Radio Oltenia Craiova transmite 24 de ore din 24.

## Frecvențe

### Transmisie în AM
- Craiova - 1314 AM
- Drobeta-Turnu Severin - 603 AM

### Transmisie în FM
- Craiova - 102.9 FM
- Novaci - 105.0 FM
- Râmnicu Vâlcea - 99.8 FM